# Edwin Post
Edwin Post  (11 januari 1966) is een voormalig Nederlands profvoetballer die onder contract stond bij PEC Zwolle '82, FC Den Haag en AZ.
Post begon zijn profloopbaan bij PEC Zwolle '82 waar hij een seizoen voor zou uitkomen. Hij speelde daar zeven wedstrijden en wist twee keer te scoren. Hierna volgde hij PEC-trainer Co Adriaanse naar FC Den Haag waar hij in vier seizoenen 45 wedstrijden speelde en daarin zeven doelpunten wist te scoren. Met FC Den Haag promoveerde Post naar de Eredivisie (1988/89), maar degradeerde ook eenmaal weer terug naar de Eerste Divisie (1991/92). Zijn loopbaan sloot hij uiteindelijk af met een seizoen bij AZ waarin hij in vijftien wedstrijden een keer tot scoren kwam.
Post stond bekend als een harde, stevige aanvaller die een vasthoudende speelstijl had die hem in Den Haag onder supporters de naam Haagse Pitbull bezorgde. Ook na zijn sportloopbaan bleef hij nog bij FC Den Haag betrokken, en kwam daar een aantal malen uit in het team van oud-spelers in benefietwedstrijden.

## Clubs
| seizoen     | club           | land        | competitie     | wed. | goals |
| ----------- | -------------- | ----------- | -------------- | ---- | ----- |
| 1987/88     | PEC Zwolle '82 | Nederland   | Eredivisie     | 7    | 2     |
| 1988/89     | FC Den Haag    | Nederland   | Eerste divisie | 28   | 5     |
| 1989/90     | FC Den Haag    | Nederland   | Eredivisie     | 11   | 1     |
| 1990/91     | FC Den Haag    | Nederland   | Eredivisie     | 1    | 0     |
| 1991/92     | FC Den Haag    | Nederland   | Eredivisie     | 5    | 1     |
| 1992/93     | AZ             | Nederland   | Eerste divisie | 15   | 1     |
| Club totaal | Club totaal    | Club totaal | Club totaal    | 67   | 10    |